# Riva degli Schiavoni
La Riva degli Schiavoni es una riva monumental de la ciudad de Venecia, Italia. Se encuentra en el sestiere de Castello y se extiende a lo largo de la cuenca de San Marcos en el tramo que va desde el Ponte della Paglia sobre el Rio di Palazzo, junto al Palacio Ducal, hasta el Rio di Ca' di Dio.
La riva recibe su nombre de los comerciantes provenientes de Dalmacia, región que en los tiempos de la República de Venecia también se llamaba Slavonia o Schiavonia, y que atracaban aquí con sus buques mercantes y tenían sus puestos comerciales. La riva constituía parte integrante del puerto comercial de Venecia y tenía una notable importancia gracias a su proximidad a la Plaza de San Marcos y al centro del poder político veneciano.

## Historia

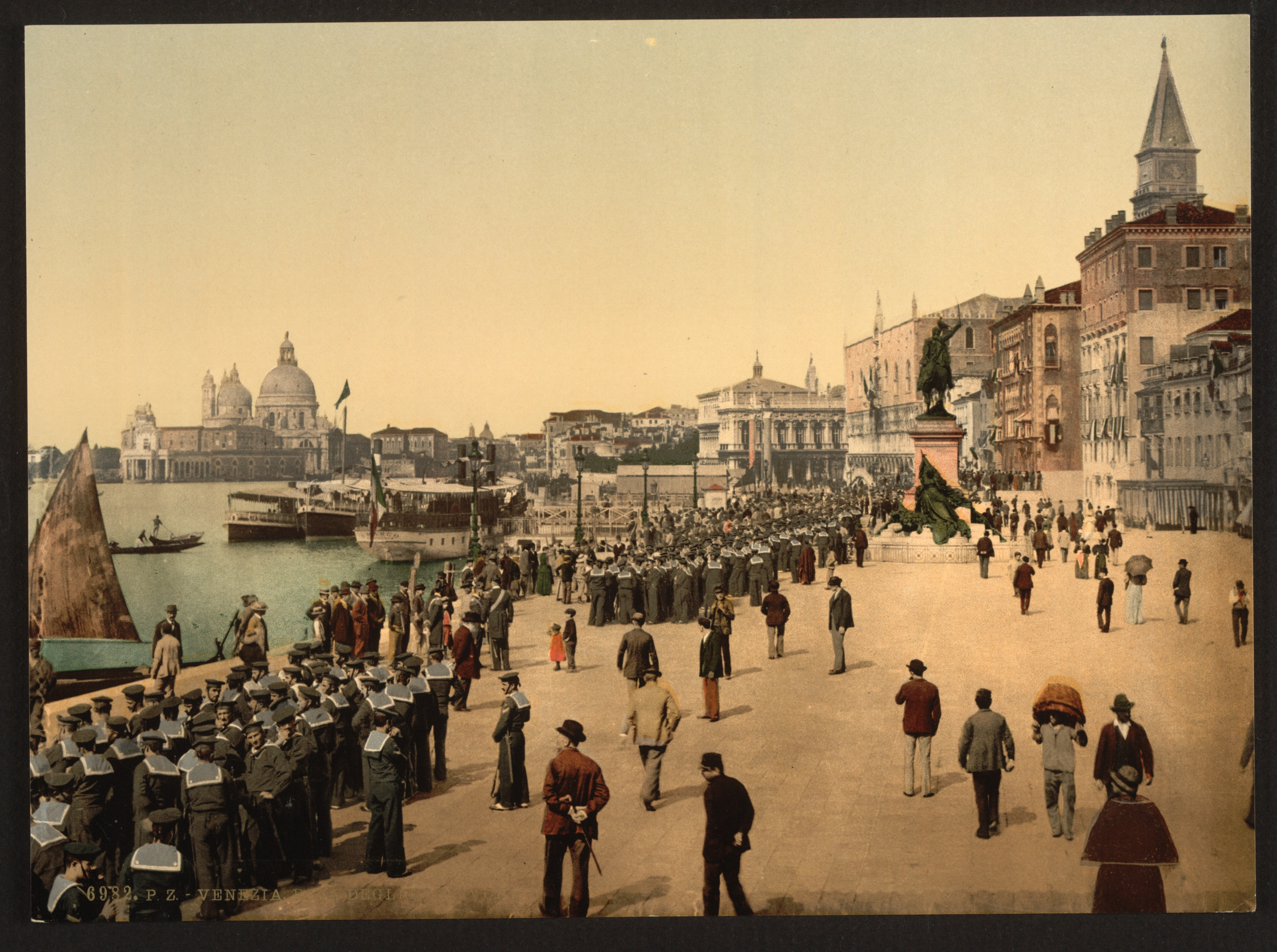
La Riva degli Schiavoni entre 1890 y 1900.

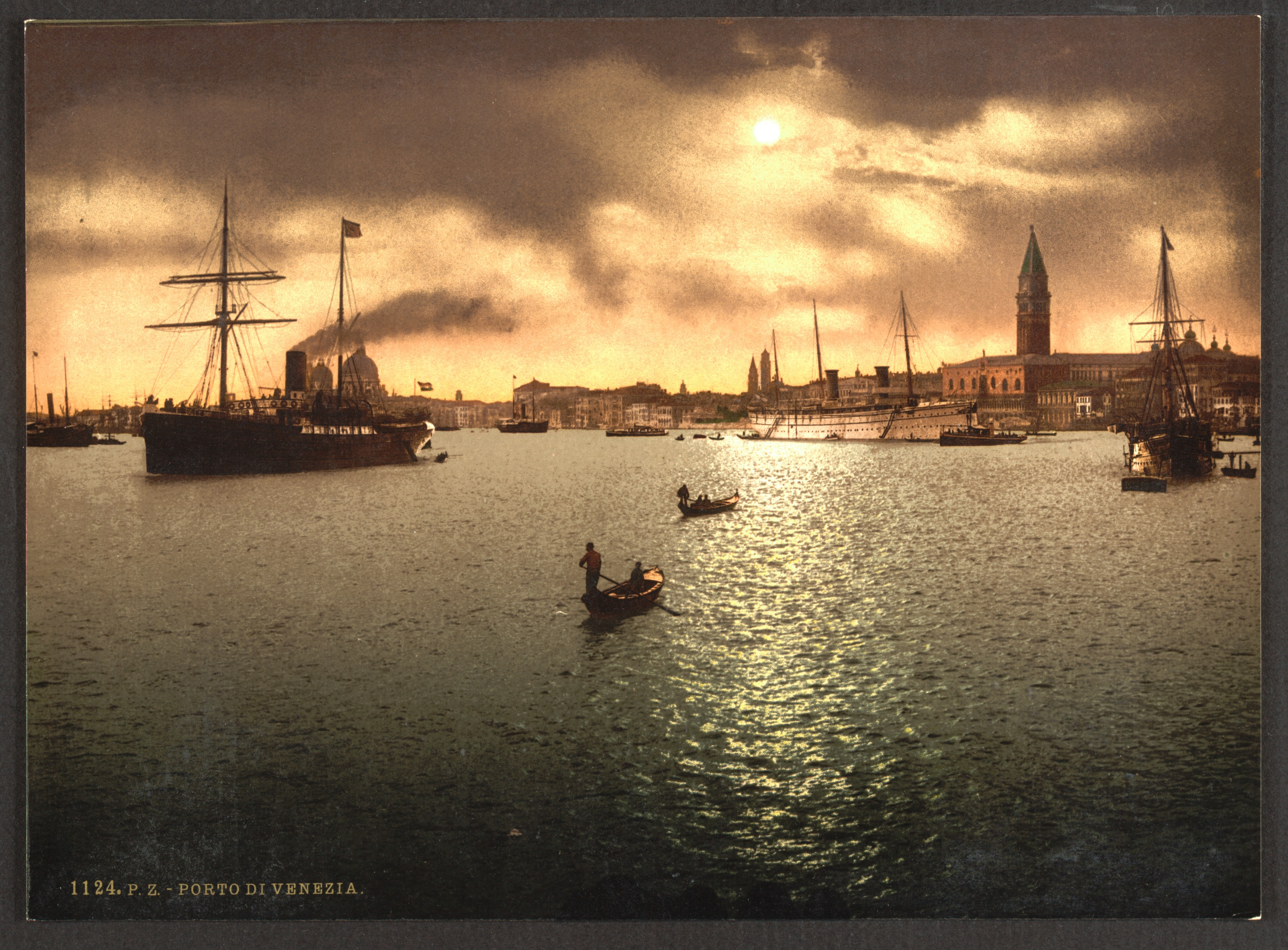
La Riva degli Schiavoni entre 1890 y 1900.

La riva fue iniciada probablemente ya en el siglo IX y fue ampliada por primera vez en 1060 con la desecación de una zona pantanosa. Originalmente, la riva era mucho más estrecha que la actual, siendo poco más ancha que el Ponte della Paglia, como se puede apreciar en el plano de Jacopo de' Barbari de 1500 y en innumerables cuadros y grabados. El ensanchamiento a sus dimensiones actuales no se decidió hasta 1780 y se completó en 1782, es decir, en los últimos años de existencia de la República de Venecia.
En 1172 en la riva, en la intersección con la Calle delle Rasse, Marco Cassolo apuñaló al dux Vitale Michiel II, que iba a la cercana Iglesia de San Zacarías para las celebraciones de la Pascua. Capturado inmediatamente, Cassolo fue procesado, condenado y ajusticiado y el Senado decidió que su casa, que se encontraba en la riva, precisamente en el mismo punto del atentado, fuera arrasada y prohibió su reconstrucción en piedra in perpetuo, permitiendo solo que se construyeran allí viviendas de madera de una planta. También se modificó el recorrido que debía seguir el dux para alcanzar la Iglesia de San Zacarías: en lugar de recorrer la Riva degli Schiavoni a partir de entonces pasaría por el interior atravesando el Campo dei Santi Filippo e Giacomo. La prohibición de construir en piedra se respetó hasta 1948, cuando se demolieron las casas de madera y se sustituyeron con la actual ala moderna del Hotel Danieli.
En 1324 la riva fue pavimentada por primera vez, usando una pavimentación en arcilla.
Durante la dominación austriaca, en 1851 el asesor Bembo presentó un proyecto para la realización de un establecimiento balneario en la cuenca de San Marcos. El proyecto, encargado a los arquitectos Fisola y Cadorin, contemplaba la duplicación de la anchura de la Riva degli Schiavoni y la construcción de una segunda fila de edificios para la época modernos que darían hacia la cuenca de San Marcos, además de la ampliación de los puentes della Paglia, del Río di Vin, dei Greci y de la Ca' di Dio. El proyecto, muy controvertido por su fuerte impacto, fue rechazado definitivamente en 1854 por el delegado provincial.

## Edificios y monumentos

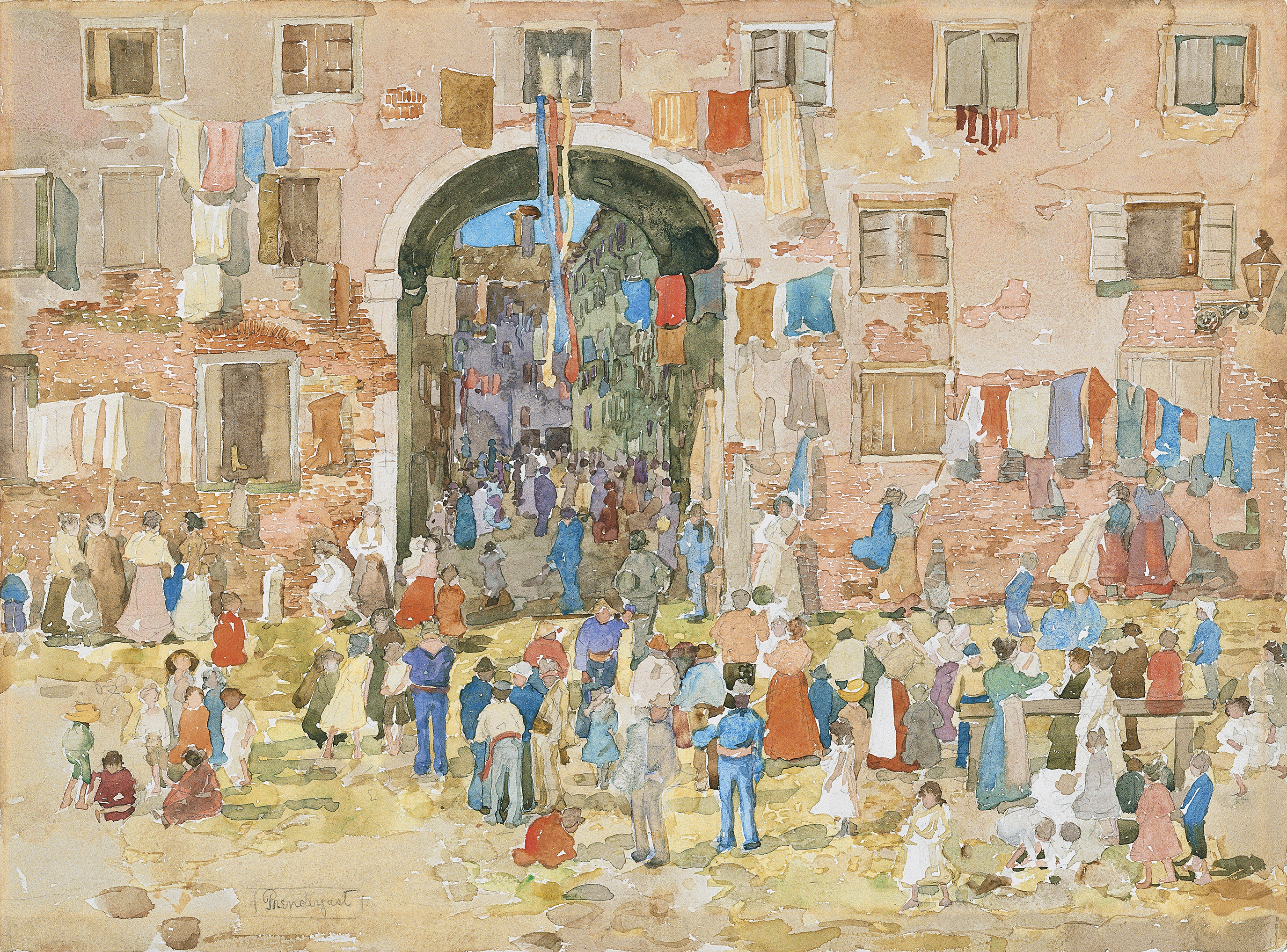
Riva degli Schiavoni, Castello (Venecia), Maurice Prendergast, Museo Thyssen Bornemisza.

En la riva se encuentran varios edificios de particular relevancia histórica o arquitectónica. Recorriéndola desde el Palacio Ducal hacia el arsenal, se encuentran:
- el Ponte della Paglia, que marca el inicio de la riva;
- el Palazzo delle Prigioni Nuove, unido al Palacio Ducal mediante el Puente de los Suspiros;
- el moderno hotel Danieli Excelsior, en la intersección con la Calle delle Rasse;
- el antiguo Palazzo Dandolo, actualmente sede del Hotel Danieli, uno de los más lujosos de la ciudad;
- el puente sobre el Rio del Vin;
- el monumento ecuestre a Víctor Manuel II en bronce, realizado en 1887 por el escultor Ettore Ferrari;
- el edificio donde vivió el escritor Henry James durante su estancia en Venecia;
- el puente sobre el Rio dei Greci;
- la Iglesia de la Piedad y la homónima escuela, en la que Antonio Vivaldi componía y tocaba su música;
- el puente sobre el Rio della Pietà;
- el antiguo Palazzo Gabrielli, actual sede del homónimo hotel de lujo;
- el puente de la Ca' di Dio, que marca el final de la riva.